# جياني كبالدي
جياني كبالدي (بالإنجليزية: Gianni Capaldi)‏ هو منتج أفلام وممثل بريطاني، ولد في 1975 في المملكة المتحدة.

## وصلات خارجية
- جياني كبالدي على موقع IMDb (الإنجليزية)
- جياني كبالدي على موقع قاعدة بيانات الفيلم (الإنجليزية)